# Gil Stein
Pour les articles homonymes, voir Stein.
Gil Stein (né le 11 janvier 1928 à Philadelphie et mort le 24 mars 2022) a été le président de la NHL ayant connu le plus court mandat de l'histoire de la Ligue nationale de hockey, au cours de la saison 1992-1993 de la LNH.

## Biographie
Originaire de Philadelphie, Stein devient le 22 juin 1992 le nouveau président de la LNH à la suite du départ de John Ziegler. Mais Stein a comme mission particulière de se trouver un successeur. En février 1993, Stein est battu par Gary Bettman comme nouveau commissaire de la LNH et le mois suivant, un scandale éclate alors que l'annonce est faite que Stein sera admis au Temple de la renommée du hockey. Après enquête, il apparaît que les votes étaient truqués et finalement, il ne parviendra pas à faire partie du Temple.
Stein meurt le 24 mars 2022 à l'âge de 94 ans.